# Борислав Стойчев
Борислав Стойчев Христов е български футболист, централен защитник, понастоящем спортен директор на ФК Спортист (Своге).

## Кариера
Борислав Стойчев има над 200 мача в Първа професионална футболна лига, Гръцка суперлига и Кипърска първа дивизия.

### Ранна кариера
Роден и израснал в Хасково, той играе за местния отбор само на 16 години. През 2005 е избран за спортист на годината. А през 2006 г. е забелязан и подписва 3-годишен договор с ПФК Левски (София). Сумата по трансфера остава неясна.

### ПФК Левски София 2005 – 2007
Стойчев е купен от ПФК Левски (София) през януари 2006 г. През този период той е част от Младежкия национален отбор по футбол на България. Неговият дебют за отбора на ПФК Левски (София) е на 12 март 2006 г., когато като резерва заменя Лусио Вагнер в 75-ата минута.
Стойчев печели две титли на Първа професионална футболна лига, Купа на България по футбол и Суперкупа на България.
През декември 2006 г. испанският вестник Марка публикува статия, че Борислав Стойчев е в списъците на Реал Мадрид КФ. Според Марка 20-годишният футболист е на-добрият централен защитник на България.

### ФК Миньор (Перник)
След кратък период във ФК Любимец Борислав Стойчев е купен от ФК Миньор (Перник). Там той има две много силни години и е забелязан от един от най-добрите български треньори, а именно Петър Хубчев.

### ПФК Берое (Стара Загора)
През ноември 2012 г. Стойчев подписва с ПФК Берое (Стара Загора) 3-годишен договор. Той помага на ПФК Берое (Стара Загора) да спечели Купа на България и Суперкупа на България, отбелязвайки една от победните дузпи във финала срещу ПФК Левски София.

### ПФК Левски София 2014/2015
През 2014 г., след две силни години в ПФК Берое (Стара Загора), едни от водещите отбори в България са силно заинтересовани от Борислав Стойчев. Той избира предложението на ПФК Левски (София). Така той е купен за втори път от ПФК Левски (София).
Стойчев подписва с ПФК Левски (София) за две години и през този период в той изиграва в първите единадесет. Той помага за достигането на Левски до финала за Купа на България по футбол. През това време е викан от Националния отбор за квалификациите с Малта и Италия, както и за две приятелски игри с Румъния и Турция.

### Атромитос
През 2015 г. гръцкият ФК Атромитос привлича Борислав Стойчев да подпише двегодишен договор.

### Етникос Ахна
През 2016 г. той продължава своята кариера в Кипърска първа дивизия. Там той прекарва две от най-силните си години и преподписва договора си с Етникос Ахна. На 23 януари 2017 г., в игра срещу Докса Катокопия, Стойчев отбелязва гол, като помага за тяхната победа. През ноември 2017 г. той отбелязва отново срещу същия отбор.

## Отличия

### Отборни
Левски София
- А Група (2): 2005 – 06, 2006 – 07
- Купа на България по футбол (1): 2007
- Суперкупа на България (1): 2007

Берое
- Купа на България по футбол (1): 2012 – 13
- Суперкупа на България (1): 2013

## Международни успехи
Той е викан в отбора на България от Ивайло Петев за квалификациите за Евро 2016 срещу Италия през март 2015 и срещу Малта през юни 2015.

## Статистика

### Отборна[20]
| Отбор                      | Сезон       | Първенство | Първенство | Купа | Купа | За Европа | За Европа | Всичко | Всичко |
| Отбор                      | Сезон       | М          | Г          | М    | Г    | М         | Г         | М      | Г      |
| -------------------------- | ----------- | ---------- | ---------- | ---- | ---- | --------- | --------- | ------ | ------ |
| Левски София               | 2005 – 06   | 1          | 0          | 0    | 0    | 3         | 0         | 4      | 0      |
| Левски София               | 2006 – 07   | 9          | 2          | 1    | 0    | —         | —         | 10     | 2      |
| Левски София               | 2007 – 08   | 0          | 0          | 0    | 0    | 1         | 0         | 1      | 0      |
| Видима Раковски (под наем) | 2007 – 08   | 19         | 0          | —    | —    | —         | —         | 19     | 0      |
| Видима Раковски (под наем) | Общо        | 29         | 2          | 1    | 0    | 4         | 0         | 34     | 2      |
| Черноморец Бургас          | 2008 – 09   | 9          | 0          | —    | —    | —         | —         | 9      | 0      |
| Нафтекс Бургас (под наем)  | 2009        | 12         | 2          | —    | —    | —         | —         | 12     | 2      |
| Сливен 2000                | 2009 – 10   | 5          | 0          | —    | —    | —         | —         | 5      | 0      |
| Любимец 2007               | 2010        | 15         | 1          | —    | —    | —         | —         | 15     | 1      |
| Любимец 2007               | Общо        | 41         | 3          | 0    | 0    | 0         | 0         | 41     | 3      |
| Миньор Перник              | 2011 – 12   | 50         | 4          | 2    | 0    | —         | —         | 52     | 4      |
| Берое                      | 2013 – 14   | 43         | 1          | 9    | 2    | 2         | 0         | 54     | 2      |
| Левски София               | 2014 – 15   | 30         | 0          | 6    | 0    | —         | —         | 36     | 0      |
| Левски София               | Общо        | 134        | 5          | 17   | 2    | 2         | 0         | 142    | 6      |
| Атромитос                  | 2015        | 13         | 0          | —    | —    | —         | —         | 13     | 0      |
| Черно море                 | 2016        | 8          | 0          | —    | —    | —         | —         | 8      | 0      |
| Етникос                    | 2016 – 17   | 31         | 1          | 2    | 0    | 0         | 0         | 33     | 1      |
| Етникос                    | 2017 – 18   | 15         | 1          | —    | —    | —         | —         | 15     | 1      |
| Етникос                    | Общо        | 67         | 2          | 2    | 0    | 0         | 0         | 69     | 2      |
| Арда                       | 2018        | 14         | 1          | —    | —    | —         | —         | 14     | 1      |
| Монтана                    | 2019        | 12         | 0          | —    | —    | —         | —         | 12     | 0      |
| Общо                       | Общо        | 26         | 1          | 0    | 0    | 0         | 0         | 26     | 1      |
| Всичко общо                | Всичко общо | 297        | 13         | 20   | 2    | 6         | 0         | 312    | 14     |